# Höglandsskolan
Höglandsskolan är en kommunal grundskola grundad 1931 i Höglandet i Bromma, Stockholms stad, som tidvis även haft undervisning på gymnasienivå. Skolan är en så kallad F-9 skola (från förskola till årskurs 9), med ungefär 400 elever. Höglandsskolan har adress Skaldevägen 4-6 vid korsningen Djupdalsvägen 13-15 och ligger vid Höglandstorgets norra ände.

## Historia
Vid Höglandstorgets norra ände startade Höglandsskolan som privatskola 1930. Skolan hade startat 1930 i en villa på Hackspettsvägen i Ålsten. Höglandsskolan grundades 1931 av Manne Ingelög som en friskola, där nya pedagogiska grepp skulle prövas. Tanken var att blanda teoretiska ämnen med praktiska och estetiska ämnen för att skapa ett bättre lärande. Vid starten bestod Höglandsskolan av en avdelning på tre klasser motsvarande de tre första klasserna i folkskolan. Undervisningsplanen anpassades därefter till den sjuåriga normalskolelinjen, men den organiserades som en samskola. En allmän linje av det fyraåriga gymnasiet inrättades och kompletterades senare med en realskolelinje.
Skolbyggnaden uppfördes 1932 efter ritningar av arkitekterna Karl W. Ottesen och Gustaf Birch-Lindgren. Byggnaden är totalt 4470 m². Skolans byggår räknas som 1932. Höglandsskolan är byggd i funktionalistisk stil och uppförd i etapper 1931-1938 efter ritningar av arkitekten Gustaf Birch-Lindgren (1892-1969). Karl W. Ottesen (1905-1998) arbetade från 1930 för Gustaf Birch-Lindgren, men 1944 startade han KW Ottesens Arkitektkontor.
Vid Höglandstorget ligger även biografen Höglandsbiografen, Höglandsbio, som byggdes 1936 som annex till Höglandsskolan, fem år efter att skolan tagits i bruk 1931, och den sammanbyggdes med skolans huvudbyggnad. Det var samma arkitekter som stod för biografbyggnadens utformning. Höglandsbiografen vid Höglandstorget invigdes 1936 under namnet Höglandsbio.
1973 kommunaliserades skolan och omfattade då grundskolans alla stadier samt gymnasium. Gymnasiedelen överfördes 1983 till Bromma gymnasium men har tidvis därefter bedrivits i skolan. Studentexamen gavs mellan 1957 och 1968.

## Galleri

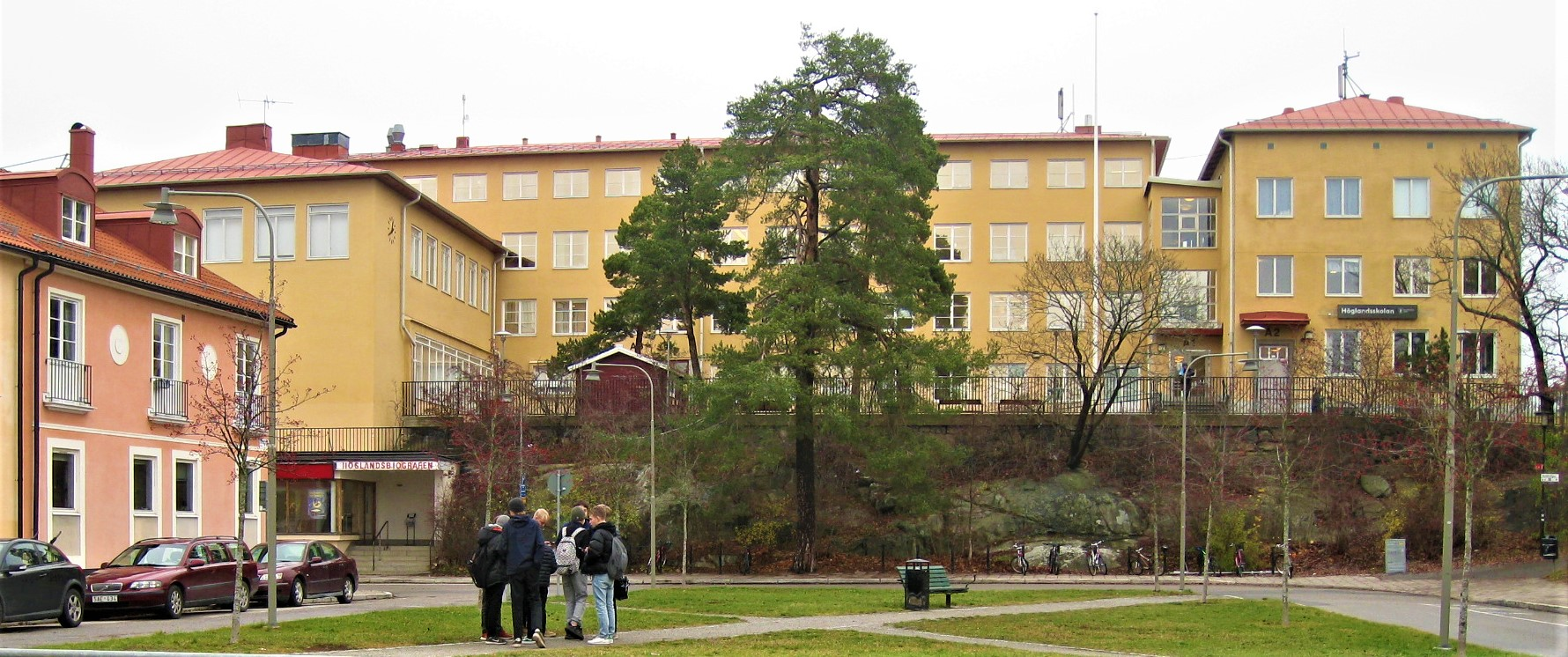
Vy mot Höglandsskolan från Höglandstorget.
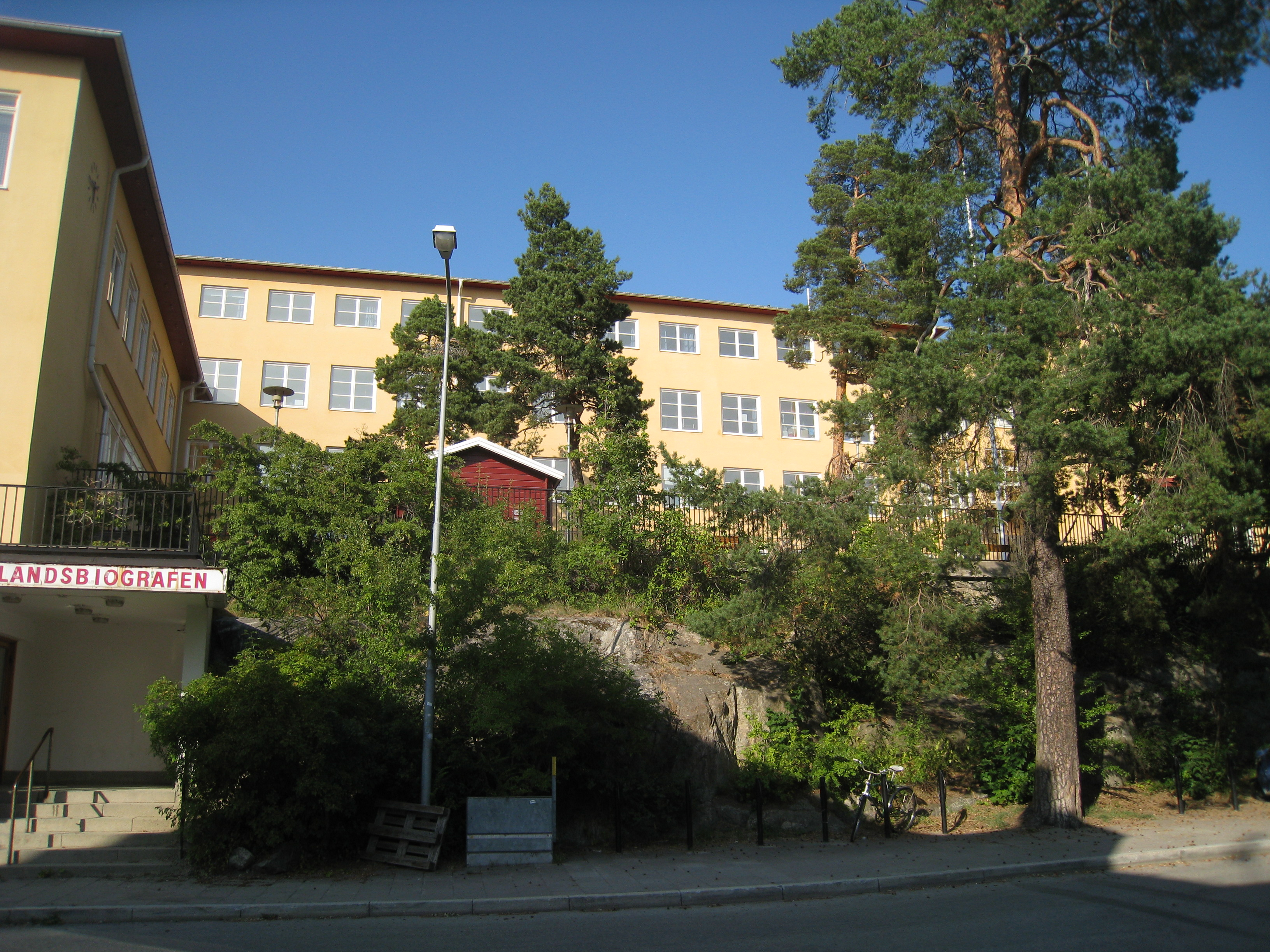
Höglandsskolan, uppe på "bergknallen", byggdes 1931. Arkitekt var Gustaf Birch-Lindgren.
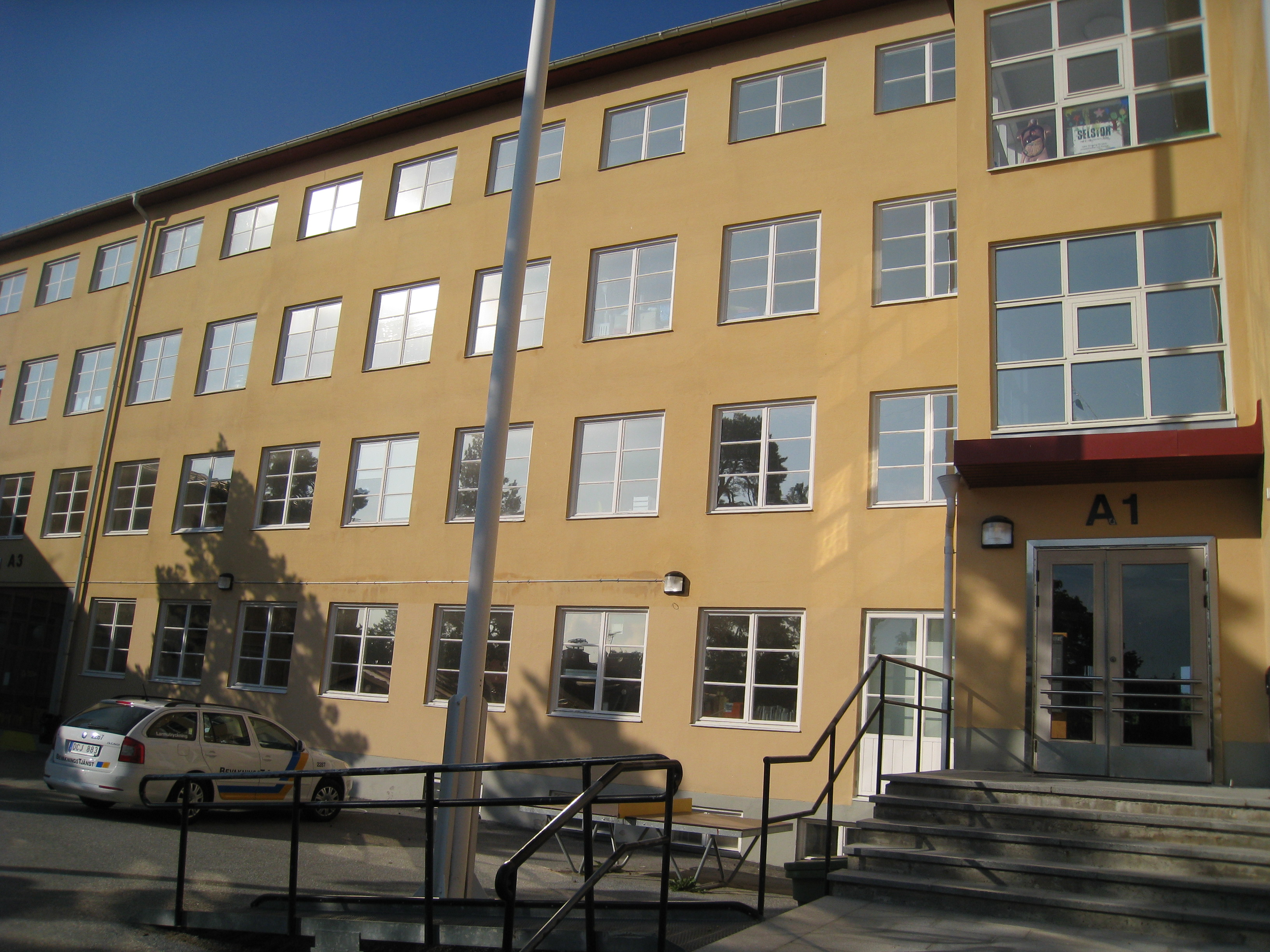
Höglandsskolan ingång A1. Skolan är byggd i funktionalistisk stil och uppförd i etapper 1931-1938.
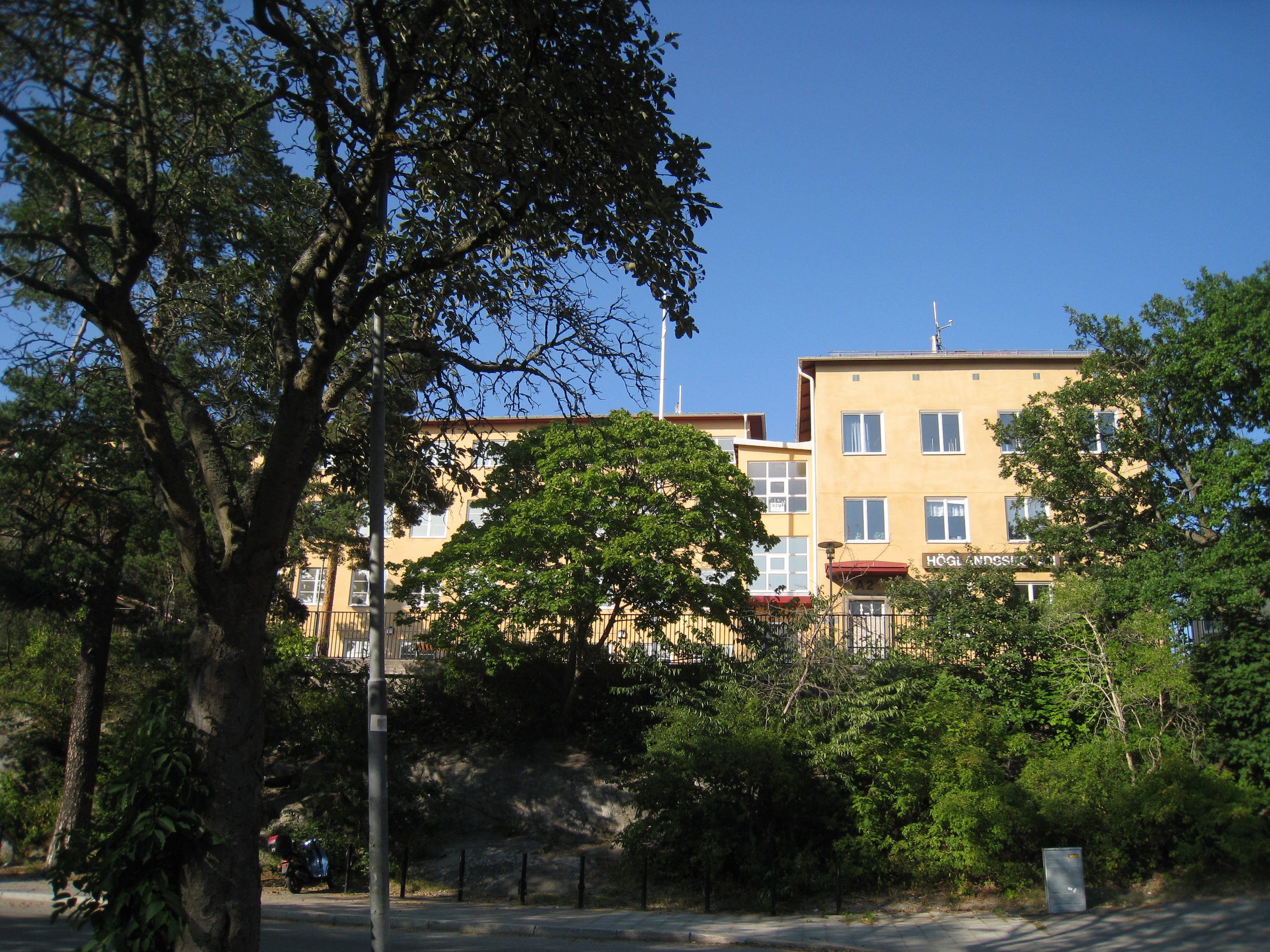
Skolan är en vertikalskola och har undervisning för klasserna F-5 och 6-9.
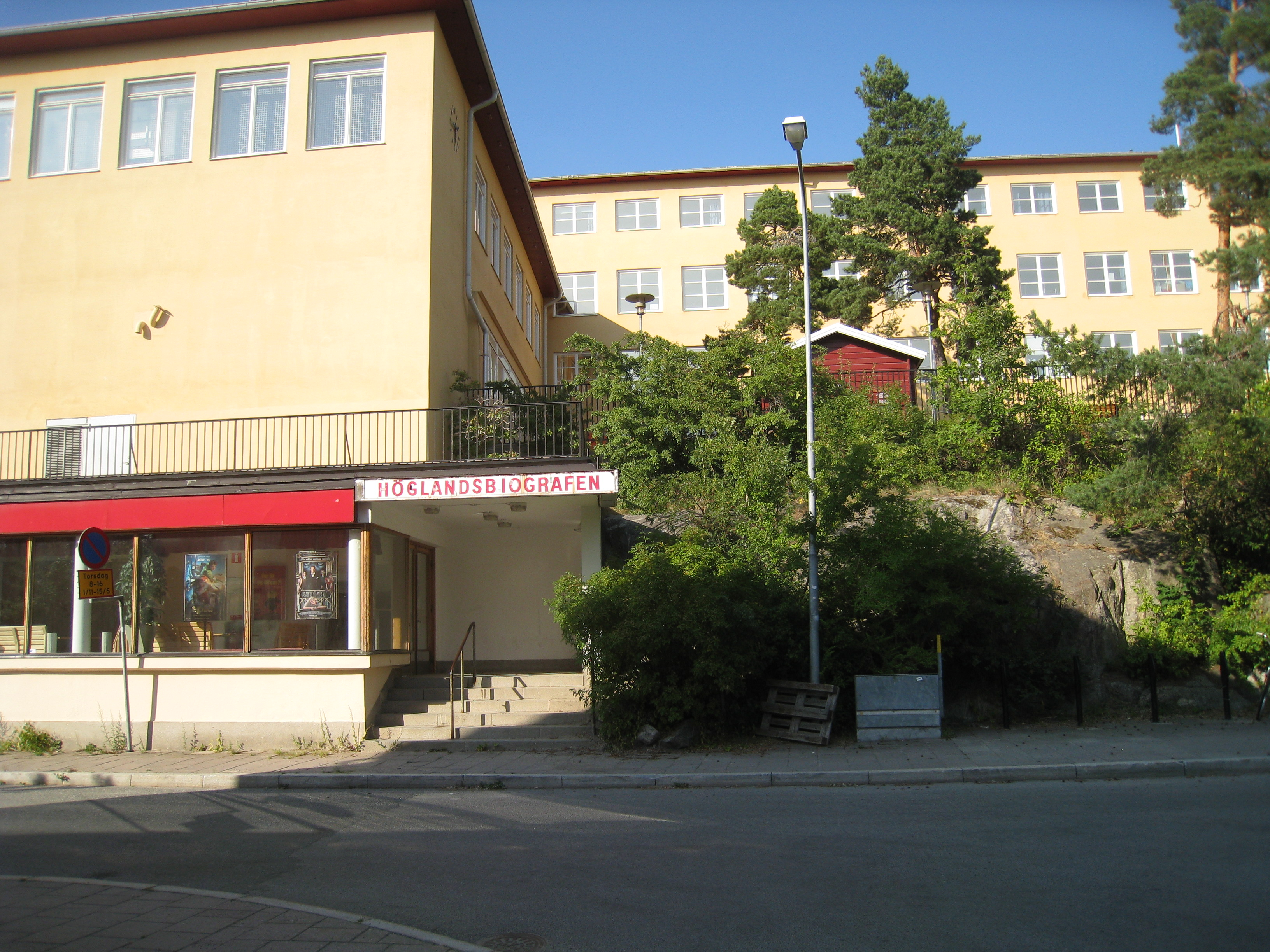
Höglandsskolan och biografen till vänster. Arkitekt till båda byggnaderna var Gustaf Birch-Lindgren. Höglandsbiografen invigdes 1936 under namnet Höglandsbio.
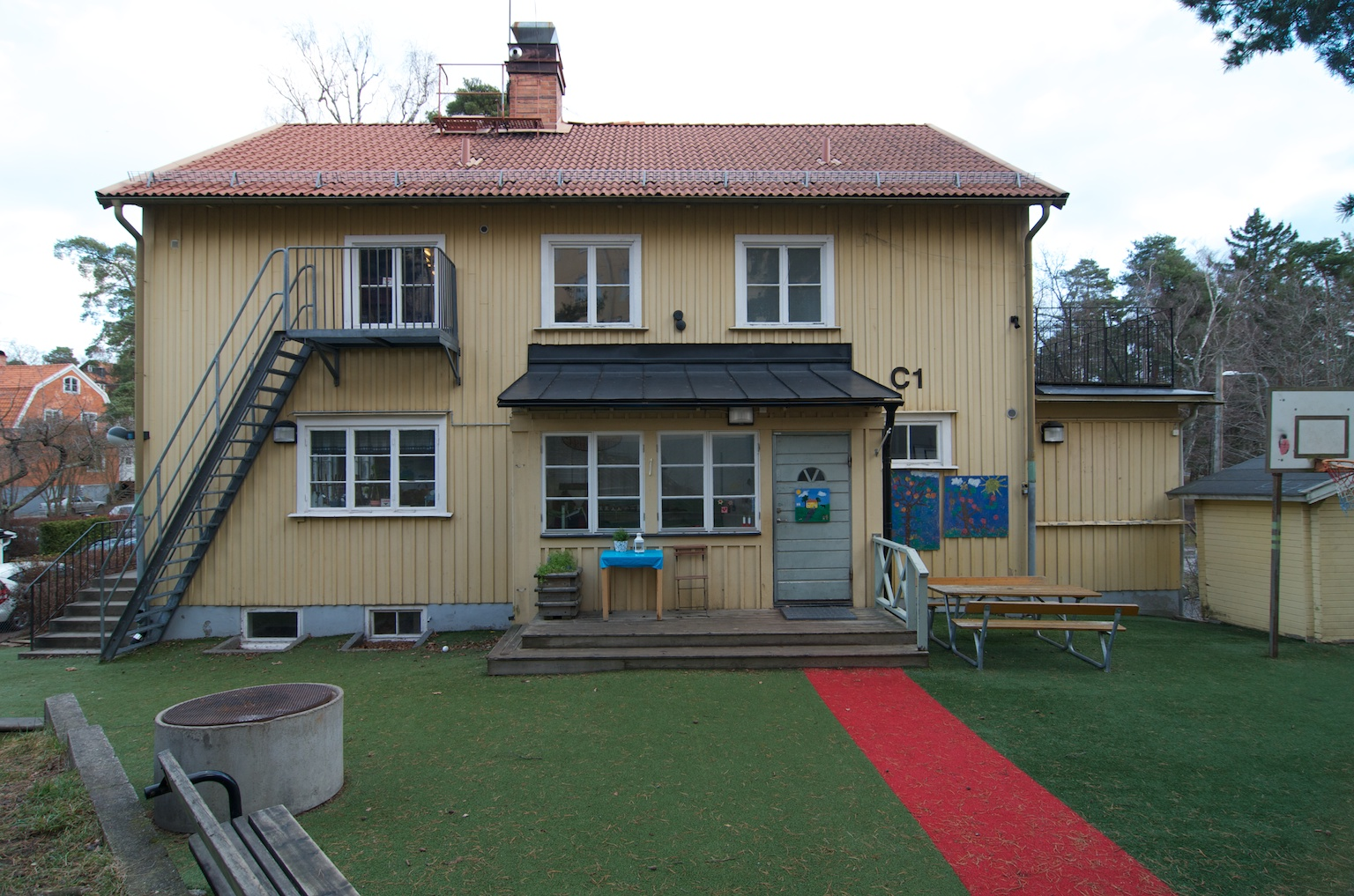
Höglandsskolan, förskolebyggnaden.

## Historiska bilder

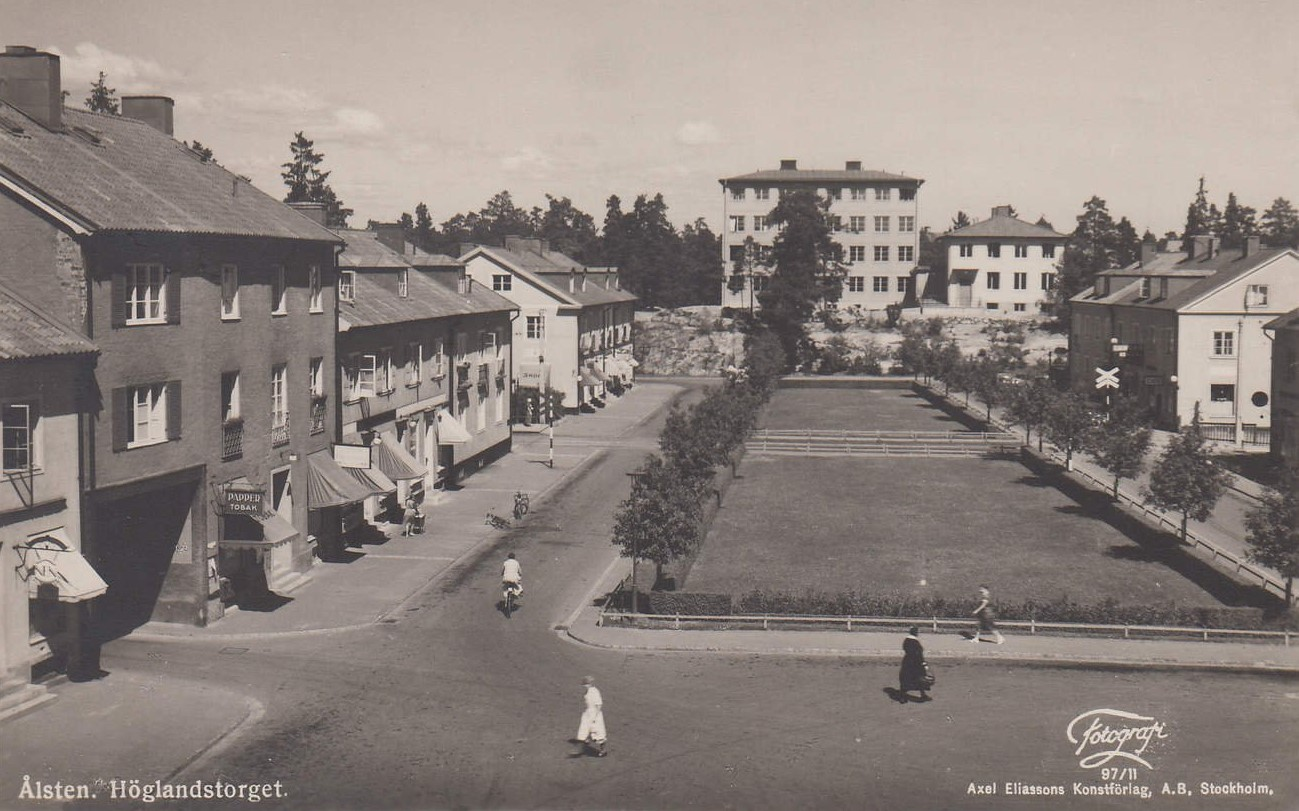
Höglandsskolan, vy från Höglandstorget, 1935. Höglandsbiografen var ännu inte byggd. Planteringen omringas av staket och nyplanterade träd.
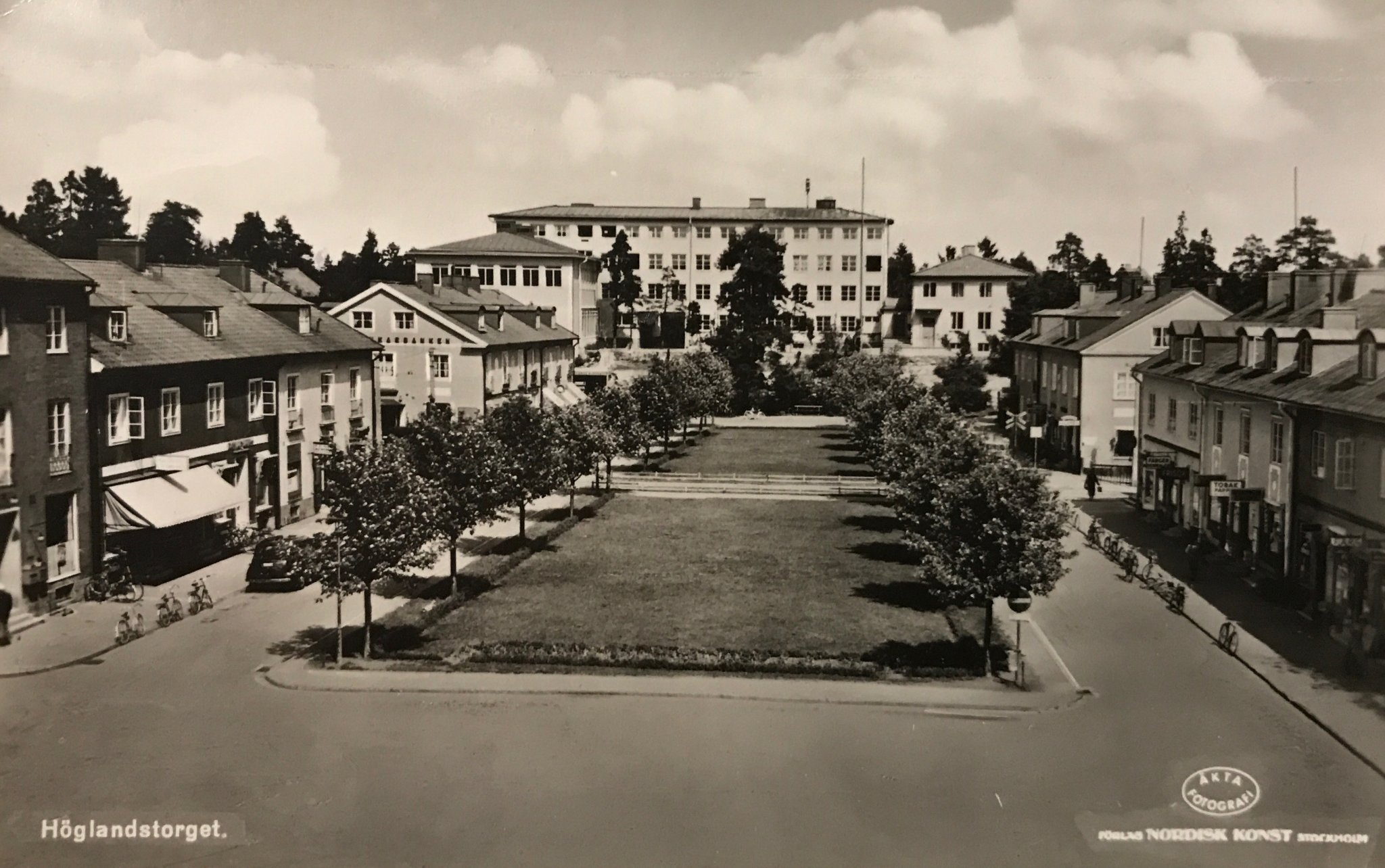
Höglandsskolan, vy från Höglandstorget, 1943. Höglandsbiografen är byggd, den byggdes 1936. Skolan byggdes i etapper 1931-1938. Staketet runt planteringen är borttagen, träden har vuxit.
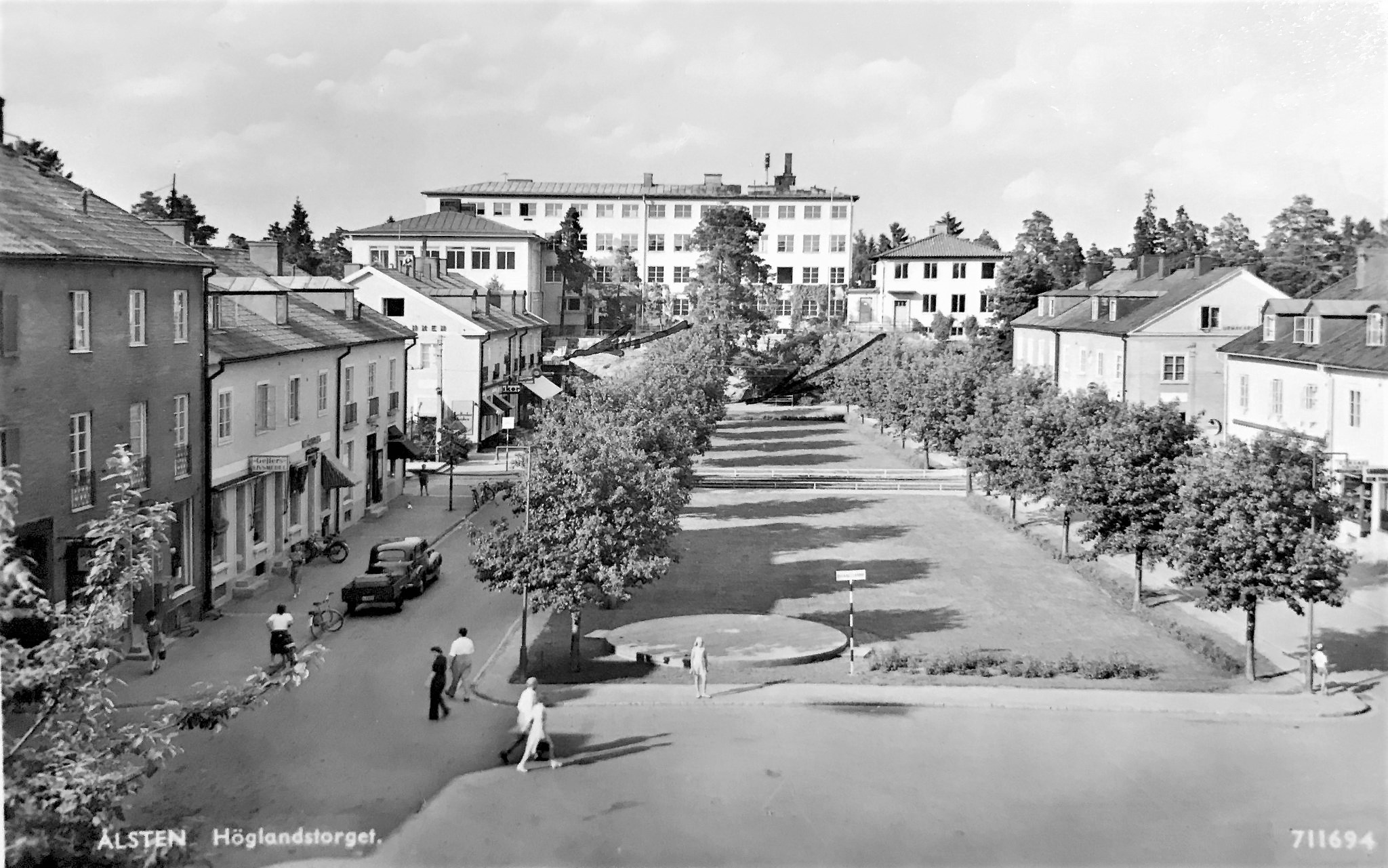
Höglandsskolan, vy från Höglandstorget. På 1940-talet fanns det många affärer kring torget.
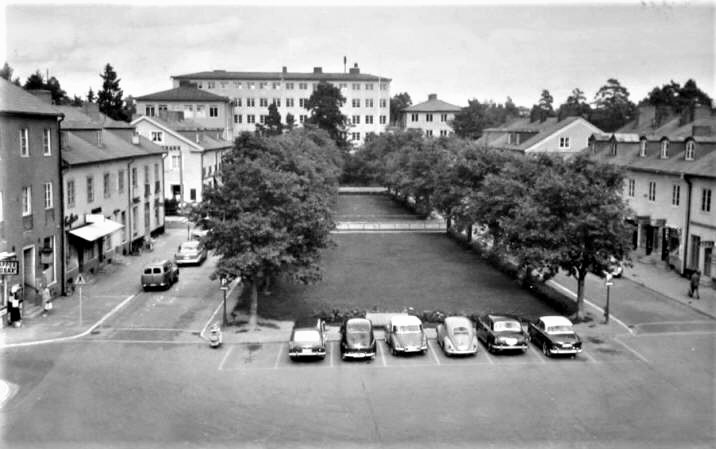
Höglandsskolan, vy från Höglandstorget, 1960-talet. Parkeringsplatser vid planteringen har tillkommit.

## Kända tidigare elever på skolan
- E-Type
- Elsa Hosk
- Patrik Arve
- Rasmus Törnblom
- Albin Ekdal
- Hjalmar Ekdal